# Lăpușna
Lăpușna è un comune della Moldavia nel distretto di Hîncești di 6.262 abitanti al censimento del 2004
È situato sulle rive del fiume Lăpușnița, affluente di sinistra del Prut, a 54 km dalla capitale Chișinău
Scavi archeologici rilevano la presenza di abitanti nella zona fin dall'età del bronzo. Da documenti ufficiali si rileva l'esistenza del comune già nel secolo XV

## Geografia antropica
Il comune è formato dall'insieme delle seguenti località (popolazione 2004):
- Lăpușna (5.640 abitanti)
- Anini (197 abitanti)
- Rusca (425 abitanti)